# دانیل ماسون
دانیل ماسون (فرانسوی: Daniel Masson‎؛ زادهٔ آوریل ۱۸۹۷) دوچرخه‌سوار اهل فرانسه است.